# Баохе
27°10′52″ пн. ш. 99°16′53″ сх. д. / 27.18121° пн. ш. 99.28138° сх. д.
Баохе (кит. 保和镇, пін. Bǎohé Zhèn) — містечко та адміністративний центр Вейсі-Лісуського автономного повіту, який входить до складу Дечен-Тибетської автономної префектури у провінції Юньнань, Китай.

## Етимологія
До 1953 року містечко Баохе мало етнічну назву мовою лісу «Bexho» або «Baho», але точний варіант не зберігся в офіційних джерелах. Після адміністративної реформи КНР у 1953 воно отримало сучасну назву 保和镇 (Баохе). Назва складається з двох китайських ієрогліфів: 保 (bǎo) — означає «захищати», та (hé) — перекладається як «гармонія», «мир», що має значення «Зберігаючи гармонію» або «Захист миру».

## Адміністративний поділ
Місто Баохе складається з мікрорайонів: Наньлу (南路社区), Байхешань (白鹤山社区), Шицзє (十字街社区) та села Баохе (保和村).